# Гарриот (лунный кратер)
Кратер Гарриот (лат. Harriot) — древний крупный ударный кратер в северном полушарии обратной стороны Луны. Название присвоено в честь английского астронома, математика, этнографа и переводчика Томаса Хэрриота (1560—1621); утверждено Международным астрономическим союзом в 1970 г. Образование кратера относится к нектарскому периоду.

## Описание кратера
Ближайшими соседями кратера являются кратер Сцилард на западе, кратер Сомнер на северо-западе, кратер Кантор на севере-северо-востоке, кратер Кидинну на востоке-северо-востоке, кратер Хогг на востоке, кратер Иннес на юго-востоке, кратер Сейферт на юге, а также кратер Эспин на юго-западе. На севере-северо-западе от кратера находится цепочка кратеров Сомнера. Селенографические координаты центра кратера 33°12′ с. ш. 114°24′ в. д. / 33,2° с. ш. 114,4° в. д., диаметр 52,8 км, глубина 2,4 км.
Кратер является двойным, его почти полностью перекрывает сателлитный кратер Гарриот B (см. ниже), занимая три четверти его площади. Кратер имеет циркулярную форму, за время своего существования значительно разрушен, вал кратера сглажен последующими импактами. Средняя высота вала кратера над окружающей местностью 1180 м, объем кратера составляет приблизительно 2600 км³. В чаше сателлитного кратера Гарриот B имеется центральный пик.

## Сателлитные кратеры
| Гарриот | Координаты                                              | Диаметр, км |
| ------- | ------------------------------------------------------- | ----------- |
| A       | 35°35′ с. ш. 114°45′ в. д. / 35,58° с. ш. 114,75° в. д. | 54,0        |
| B       | 33°22′ с. ш. 114°25′ в. д. / 33,36° с. ш. 114,41° в. д. | 38,2        |
| W       | 35°04′ с. ш. 111°42′ в. д. / 35,07° с. ш. 111,7° в. д.  | 41,1        |
| X       | 35°10′ с. ш. 112°59′ в. д. / 35,17° с. ш. 112,99° в. д. | 23,0        |

- Образование сателлитного кратера Гарриот A относится к нектарскому периоду[1].
- Образование сателлитного кратера Гарриот W относится к эратосфенскому периоду[1].